# Condado de Berlanga de Duero
El Condado de Berlanga de Duero es un título nobiliario español creado por el rey Alfonso XII el 11 de agosto de 1876 a favor de Cándido de Palacio y Espina. Su nombre se refiere al municipio castellano de Berlanga de Duero, en la provincia de Soria.

## Titulares
- Cándido de Palacio y Espina, I Conde de Berlanga de Duero.
- Dolores Palacio y García, hija de Cándido
- María Romrée y Palacio, nieta de Cándido
- Edgar Neville Romrée, IV Conde de Berlanga de Duero.
- Rafael Neville Rubio-Argüelles, V Conde de Berlanga de Duero.
- Santiago Neville Rubio-Argüelles, VI Conde de Berlanga de Duero.
- Edgar Neville y Guille, VII Conde de Berlanga de Duero, desde el 26 de junio de 2006.